# Isla Pigeon
Isla Pigeon (en inglés, Pigeon Island) es un islote de 40 acres (160 m²) situado en la región norte del país caribeño de Santa Lucía. Anteriormente se encontraba aislada del territorio principal de la isla, aunque se unió artificialmente a la costa occidental del territorio principal en 1972, gracias a una calzada construida a partir de la tierra excavada para formar la Marina de la Bahía de Rodney. Está compuesta por dos picos que poseen una parte histórica con numerosos fuertes, tales como un fuerte británico del siglo XVIII y el Fuerte Rodney, ambos utilizados por los británicos para espiar a los buques franceses de la vecina Martinica. En 1979 se declaró parque nacional (Pigeon Island National Park) y de nuevo en 1992 se convirtió en un monumento nacional. Hoy la Isla de Pigeon es la sede principal del Festival de Jazz de Santa Lucía.

## Historia
La arqueología ha encontrado restos de utensilio arahuacos y caribes que se remontan aproximadamente al año 1000 d. C.
A mediados del siglo XVI, un pirata francés, François le Clerc, utilizó Pigeon Island como base. Por su parte, Nathaniel Uring desembarcó aquí en 1722. Y entre 1779 y 1782, el almirante George Rodney se hizo cargo de la isla Pigeon y construyó Fort Rodney. Para establecer puntos de vista claros, Rodney ordenó que se talaran todos los árboles de Pigeon Island. Desde el pico más alto, Signal Hill, Rodney podía observar la base naval francesa de Fort-de-France en Martinica. En 1782, el almirante Rodney zarpó de Pigeon Island para enfrentarse a la flota francesa, a la que derrotó en la Batalla de los Santos.
En 1808 se construyeron dos cuarteles, con cocina, que se utilizaron hasta 1901. Además, en 1808 se construyeron habitaciones para el oficial al mando y un comedor de oficiales. Originalmente fortificados con 4 cañones de 24 libras y 2 morteros, los cañones se vendieron en 1861.
El horno de cal de Rodney de 1780 fue modificado para procesar aceite de ballena en la década de 1920, y lo hizo hasta 1926.
Franklin Roosevelt visitó la zona a bordo del USS Tuscaloosa el 8 de diciembre de 1940. La Marina de los EE. UU. construyó una estación aérea naval en Reduit en 1941, en virtud del Acuerdo de destructores por bases para la Batalla del Caribe, y utilizó la isla como estación de comunicaciones. Un escuadrón de 18 Catalinas PBY-5 patrullaba en busca de submarinos alemanes. La estación fue desactivada el 1 de junio de 1947.
En 1971, la isla estaba conectada al continente a través de una calzada.